# 日耳曼尼庫斯
日耳曼尼庫斯·尤利乌斯·凯撒（拉丁語：Germanicus Julius Caesar，前15年5月24日—19年10月10日）是儒略-克劳狄王朝的成员，生前颇受爱戴。他的名字来自他的父亲尼禄·克劳狄·德鲁苏斯在日耳曼尼亚的军功。公元4年，日耳曼尼库斯被过继给其伯父提比略，但是日耳曼尼库斯先於提比略去世，未能成為皇帝。
如同他的父親，日耳曼尼庫斯數次征討北方的日耳曼人，並出任上、下日耳曼尼亞的資深執政官。公元17年日耳曼尼庫斯回到羅馬接受凱旋式，隨後前往亞洲擔任行政長官。兩年後日耳曼尼庫斯因不明原因去世，年僅33歲。他的妻子是奧古斯都的外孫女大阿格里皮娜，兩人的第三子卡利古拉於提比略死後成為羅馬第三任皇帝。